# 올림픽 스웨덴 선수단
올림픽 스웨덴 선수단은 스웨덴을 대표하여 올림픽에 참가하는 선수단이다. 스웨덴은 1896년 제1회 올림픽에서 처음으로 올림픽에 참가했고, 그 이후로 1904년 하계 올림픽에는 드물게 참석했던 한 가지 예외를 제외하고 모든 올림픽에 선수들을 파견했다. 스웨덴은 1896년 대회와 1904년 대회(스웨덴이 참가하지 않은 1904년 대회)를 제외한 모든 올림픽에서 메달을 획득했다. 1908년 이후 모든 올림픽에서 메달을 획득한 유일한 국가는 스웨덴의 이웃 국가인 핀란드이다.
스웨덴은 1912년 스톡홀름에서 하계 올림픽을 개최한 적이 있다. 1956년 멜버른 하계 올림픽 승마 종목은 격리 문제로 인해 스톡홀름에서 열렸다.
스웨덴 선수들은 하계 올림픽에서 총 503개의 메달을 획득했고, 동계 올림픽에서는 176개의 메달을 획득했다.
국제 올림픽 위원회(IOC)는 스웨덴 장교이자 스포츠 강사인 빅토르 발크(Viktor Balck)를 원래 회원 중 한 명으로 두었다. 스웨덴 올림픽 위원회는 1913년에 창설되고 승인되었다.

## 같이 보기
- 분류:스웨덴의 올림픽 참가 선수